# Glochidion xerocarpum
Glochidion xerocarpum är en emblikaväxtart som först beskrevs av Otto Karl Anton Schwarz, och fick sitt nu gällande namn av Airy Shaw. Glochidion xerocarpum ingår i släktet Glochidion och familjen emblikaväxter. Inga underarter finns listade i Catalogue of Life.